# 楽チャリ
楽チャリ （らくちゃり）は、九州旅客鉄道（JR九州）が同社の駅において、電動自転車を有料で貸し出すサービスの名称である。主に観光地の最寄り駅を対象とする。利用料金は時間により区分があり、JR利用者はそれぞれ２割引になる。

## 貸し出し駅

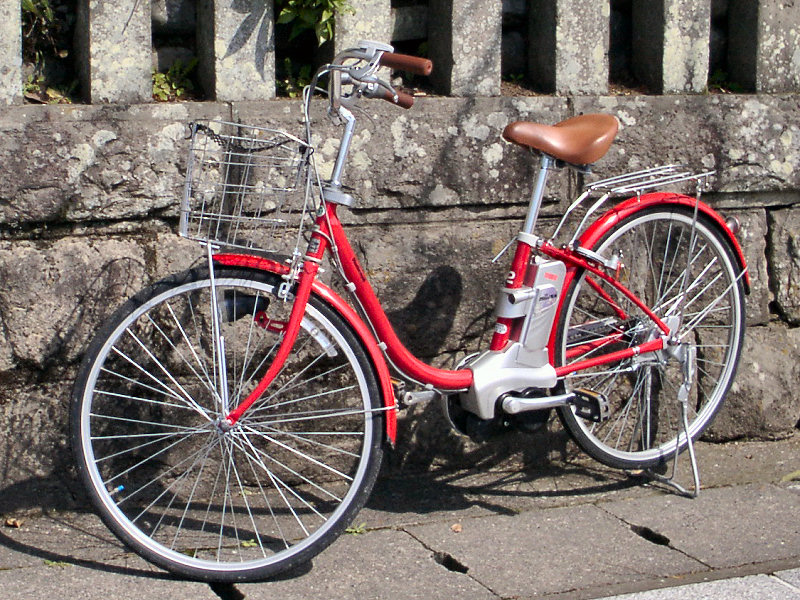
貸し出される自転車の一例
ナショナルViVi

- 唐津駅
- 佐世保駅
- 由布院駅
- 別府駅
- 阿蘇駅
- 人吉駅
- 宮崎駅
- 鹿児島中央駅
- 指宿駅
- 熊本駅
- 長崎駅